# Paleontologia dels vertebrats
La paleontologia dels vertebrats intenta esbrinar el comportament, reproducció i aparença dels animals vertebrats extints per mitjà de l'estudi de les seves restes fossilitzades. També intenta connectar en la línia cronològica de l'evolució els animals del passat amb els seus parents moderns.
El registre fòssil mostra clarament el progrés evolutiu des dels primers vertebrats aquàtics fins als mamífers. Els vertebrats fòssils més antics coneguts eren peixos amb una gruixuda armadura descoberts en roques del període Ordovicià, d'entre fa 500 i 430 milions d'anys. El període Devonià (395-345 milions d'anys) fou el testimoni dels canvis que permeteren a uns primitius peixos capaços de respirar aire romandre a la terra ferma tant de temps com vulguessin, esdevenint així els primers vertebrats terrestres, els amfibis.
Els amfibis desenvoluparen formes de reproducció i locomoció i un metabolisme més adaptat per la vida exclusivament a la terra, esdevenint més reptilians. Els rèptils autèntics aparegueren al període Carbonífer (345-280 milions d'anys).
Els canvis i adaptacions a la dieta i la geografia pels rèptils queden marcats en el registre fòssil de les diferents formes de teràpsids. Els mamífers autèntics aparegueren al període Triàsic (225-190 milions d'anys), aproximadament al mateix temps que els dinosaures, que també s'originaren del llinatge reptilià.
Els ocells aparegueren al període Juràssic (190-136 milions d'anys), el resultat dels intents dels dinosaures per a adaptar-se al seu món en canvi constant.
Una de les persones que contribuí a descobrir aquest progrés fou el zoòleg francès Georges Cuvier (1769-1832), que s'adonà que els fòssils trobats en estrats rocosos més antics diferien significativament dels fòssil més recents o dels animals moderns. Publicà els seus descobriments el 1821 I, tot i que rebutjà fermament l'evolució, el seu treball demostrà l'aleshores herètica teoria de l'extinció de les espècies.
Tanmateix, la paleontologia s'inicià realment amb la publicació de Recherches sur les poissons fossils (1833-1843) del naturalista suís Louis Agassiz (1807-1873). Estudià, descrigué i llistà centenars d'espècies de peixos fòssils, iniciant l'estudi seriós de la vida dels animals extints.
En temps moderns, s'ha dit que Alfred Romer (1894-1973) escrigué el llibre de text definitiu sobre aquest tema, anomenat Paleontologia dels vertebrats. Aquest llibre mostra el progrés de l'evolució en els peixos, amfibis i rèptils fòssils per mitjà de l'anatomia comparada. Romer esdevingué el primer president de la Society of Vertebrate Paleontology el 1940. Un altre punt de vista és que el llibre de text definitiu sobre el tema fou escrit per Robert L. Carroll, de la Universitat de McGill, amb el seu text del 1988 Vertebrate Paleontology and Evolution. Carroll esdevingué president de la Society of Vertebrate Paleontology el 1983. La societat manté informats els seus membres dels seus últims descobriments per mitjà de butlletins d'informatius i la revista Journal of Vertebrate Paleontology.

## Classificació paleontològica dels vertebrats
Aquest és un sistema de classificació «tradicional», que tècnicament és parafilètic. Això vol dir que el sistema de classificació no representa necessàriament la història evolutiva de les classes. Per exemple, generalment es considera que els ocells descendeixen dels dinosaures saurisquis, però en aquest sistema se'ls llista com a classes separades.
- Regne Animalia
- Embrancament Chordata
- Subembrancament Vertebrata
  - Classe Agnatha
  - Classe Placodermi
  - Classe Chondrichthyes
  - Classe Osteichthyes
  - Classe Amphibia
  - Classe Reptilia
    - Subclasse Anapsida
      - Ordre Cotylosauria
      - Ordre Chelonia

    - Subclasse Synapsida
      - Ordre Pelycosauria
      - Ordre Therapsida

    - Subclasse Euryapsida
      - Ordre Sauropterygia
      - Ordre Ichthyosauria

    - Subclasse Diapsida
      - Ordre Thecodonta
      - Ordre Crocodilia
      - Ordre Saurischia
      - Ordre Ornithischia

  - Classe Aves
  - Classe Mammalia
    - Subclasse Prototheria
      - Ordre Monotremata

    - Subclasse Theria
      - Infraclasse Metatheria
        - Ordre Marsupialia

      - Infraclasse Eutheria
        - Ordre Insectivora
        - Ordre Chiroptera
        - Ordre Creodonta
        - Ordre Carnivora
        - Ordre Perissodactyla
        - Ordre Artiodactyla
        - Ordre Proboscidea
        - Ordre Edentata
        - Ordre Cetacea
        - Ordre Rodentia
        - Ordre Lagomorpha
        - Ordre Primates